# 艾法托利AT03
艾法托利AT03是2022年一级方程式世界锦标赛艾法托利车队的比賽用車。由艾法托利车队在喬迪·埃金頓指導下设计和制造的一级方程式赛车，並由角田裕毅和皮埃爾·蓋斯利駕駛。AT03是艾法托利车队在2022年新技術規則下第一款的一級方程式賽車，也是第三款以艾法托利名義建造和運行的賽車。 AT03在2022年巴林大獎賽上首次參賽。

## 賽車設計及研發

### 背景
新一代技術規則原定於2021年賽季推出。但是，由於2019冠状病毒病疫情，規則被推遲到至2022年推出。因此，從2020年3月28日至2020年12月31日，所有新一代賽車的開發都暫停了。

### 賽車設計
車隊使用了135,000個工時設計和建造賽車，賽車本身由70,000個零件組成。艾法托利決定使用升高的進氣口和由四個葉片組成的前擾流板。
賽車使用一個非常密集的冷卻裝置。AT03最大的特點是側箱，兩側側箱都嚴重向下傾斜並且在前部有明顯的切面。這種設計無需升高散熱器或消除切面就可以使用車身的引擎罩來容納大部分冷卻設備，顯示紅牛動力裝置的冷卻效能比梅賽德斯的更好。在懸吊系統方面，賽車保留了前推桿和後拉桿的佈局。側箱前部的矩形進氣口和將它們連接到側箱的銳角車身，將散熱器、中冷器和電子設備收藏在其中，這與阿斯頓·馬丁AMR22的處理方式非常相似。前軸比阿斯頓·馬丁和麥拉倫稍微靠後一些，以便最大限度地增加底板上文丘里隧道的長度，同時保持在規則允許的最大軸距範圍內。

## 賽車塗裝
AT03的塗裝保持了與AT02相同的白藍色，但艾法托利圖案的設計有所不同。事實上與AT02相比，賽車白色的區域增加了，使白色成為了賽車塗裝的主色。艾法托利的標誌以白色文字印在賽車側面的引擎蓋和深藍色的側箱上。前翼的端板和表面塗上藍色，而襟翼則塗上白色的。
本田的標誌從塗裝上消失。在本田離開一級方程式之後，紅牛動力總成收購了日本動力裝置的知識產權。本田賽車公司將繼續在紅牛的工廠參與引擎的組裝工作，直到2025年。

## 賽季記錄

### 季前
艾法托利AT03於2022年2月18日在米薩諾賽道正式亮相，角田裕毅和蓋斯利在當天完成了首次試車。賽車於2月23日至2月25日參加了在巴塞罗那-加泰罗尼亚赛道進行2022年一級方程式季前測試第一回合。在三個測試日內完成了308圈；總共1,440（890英里），相當於接近4.7個大獎賽比賽距離。賽車隨後於3月10日至3月12日參加了在巴林国际赛道進行的第二回合季前測試。在三個測試日內完成了370圈；總共2,002（1,244英里），相當於6.6個大獎賽比賽距離。兩項測試都表明，賽車擁有不錯的速度，沒有真正的可靠性問題，賽車也沒有產生嚴重的海豚跳效應（由於地面效應導致賽車產生共振，使汽車快速上下跳動）。加斯利說在巴林測試的第3天與漢米爾頓的纏鬥表明2022年的賽車“顯然”更適合比賽。

### 賽季首五站
兩位車手在2022年巴林大獎賽的自由練習中表現平平，皮埃爾·蓋斯利更在第一次練習中造出最快圈速。角田裕毅因液壓問題而錯過了第三次練習。蓋斯利表示他們的長距離比賽速度略好於排位賽短距離速度，但他們仍然需要做很多工作才能充分了解賽車在不同環境條件下的表現。角田裕毅表示經過測試，他們取得了很大的進步，他在車裡更舒服、更能適應賽車，但他還需要提升他的速度。蓋斯利和角田裕毅分別在排位賽獲得第十位和第十六名。在比賽中，兩位車手在起步后都保持位置。直到第45圈皮埃爾·蓋斯利因引擎起火而退賽，導致安全車進場。最後角田裕毅以第八位完賽。角田裕毅說他對比賽節奏感到非常滿意，並表示他在比賽接近尾聲時有點運氣，因為所有使用紅牛引擎的賽車的都出了故障。蓋斯利表示這“不是一個美好的一天”，並不是他“想要的賽季揭幕戰”。結果使艾法托利在車隊積分榜中排在第六位，拿到4分。角田裕毅在車手積分榜中排在第八名，蓋斯利排在第二十名。
來到沙地阿拉伯大獎賽，賽車在上場比賽因燃油泵問題而雙雙退賽。車隊在針對燃油系統問題進行了修復后在本周捲土重來。蓋斯利在排位賽中獲得第九名，而角田裕毅因液壓問題而沒有參加排位賽。
在比賽開始之前，角田裕毅因動力單元故障而停在賽道上，未能參加正賽。蓋斯利在正賽起步后保持位置，並因其他車手退賽而以第八名完賽。結果使艾法托利在車隊積分榜中排第七，蓋斯利排第十二名，角田裕毅在車手積分榜排第十一名。蓋斯利不擔心賽車的可靠性問題，認爲車隊會儘快解決。
在澳大利亞大獎賽排位賽上，蓋斯利獲得第十一名，角田裕毅獲得第十三名。在正賽中，兩位車手都在安全車時段前進站換胎。他們不但沒有因為安全車而提升位置，還因此失去不小位置。最後蓋斯利以第九位完賽，角田裕毅以第十五名完賽。結果使艾法托利在車隊積分榜中跌至第八名。蓋斯利認為車隊在澳洲站十分不幸，但能夠拿到兩分可以算是“不幸中的大幸”。
車隊在艾米利亞-羅馬涅大獎賽帶來新的底板和煞車管。蓋斯利在排位賽獲得第十六名，角田裕毅獲得第十七名。在衝刺賽中，角田裕毅在起步時已經超越了幾位車手，最終以第十二位完成衝刺賽。蓋斯利在第一圈時與周冠宇發生碰撞，後者撞牆並需要退出比賽；蓋斯利也需要進站維修，並以第十七位完成衝刺賽.到了正賽，蓋斯利在第一次進站後一直尾隨亚历山大·阿尔本，並在剩餘的比賽中防守路易斯·咸美頓，直到比賽完結。最後蓋斯利以第十二位完賽，角田裕毅以第七位完賽。結果使艾法托利在車隊積分榜中升至第七名。角田裕毅對自己能夠以第七位完賽感到驚訝，並對車隊工作人員的努力表示感謝。他也認為與澳大利亞站相比，賽車的速度有所提升。
重返美洲，來到首屆邁阿密大獎賽，車隊在迈阿密国际赛道度過了一個失望的週末。蓋斯利在排位賽獲得第七名，角田裕毅獲得第九名。蓋斯利在正賽的第三十九圈與费尔南多·阿隆索發生碰撞，後者在賽後被處以兩個五秒加時懲罰，合計十秒加時。其後在第四十一圈，麥拉倫車手蘭多·諾里斯與蓋斯利發生碰撞，兩位車手雙雙退賽，導致安全車進場。角田裕毅因為在安全車進場前已經進站，所以他被幾位以硬胎起步的車手超越。角田裕毅以第十三名完賽，但因為丹尼尔·里卡多在賽後被處以五秒加時懲罰，所以角田裕毅得以升上第十二名。

## 完整一級方程式參賽成績
(賽果底色示意列表)

粗體－桿位 斜體－最快圈速 * – 賽季進行中 1 2 3 4 5 6 7 8 – 衝刺賽積分名次

† –  車手未完成賽事，但已完成90%的原定賽程，因而有排名 

‡ –  由於未完成預定距離的75％，因此該場比賽只能獲得一半積分 

| 年份   | 底盤         | 動力單元（Power unit） | 輪胎 | 車號 | 車手          | 大獎賽 | 大獎賽 | 大獎賽 | 大獎賽              | 大獎賽 | 大獎賽 | 大獎賽 | 大獎賽   | 大獎賽 | 大獎賽 | 大獎賽 | 大獎賽 | 大獎賽 | 大獎賽 | 大獎賽 | 大獎賽 | 大獎賽 | 大獎賽 | 大獎賽 | 大獎賽 | 大獎賽 | 大獎賽 | 積分 | 名次 |
| 年份   | 底盤         | 動力單元（Power unit） | 輪胎 | 車號 | 車手          | 巴     | 沙     | 澳     | 艾米利亚-罗马涅大区 | 邁     | 西     | 摩     | 阿塞拜疆 | 加     | 英     | 奧     | 法     | 匈     | 比     | 荷     | 義大利 | 新     | 日     | 美     | 墨     | 聖     | 阿布   | 積分 | 名次 |
| ------ | ------------ | ---------------------- | ---- | ---- | ------------- | ------ | ------ | ------ | ------------------- | ------ | ------ | ------ | -------- | ------ | ------ | ------ | ------ | ------ | ------ | ------ | ------ | ------ | ------ | ------ | ------ | ------ | ------ | ---- | ---- |
| 2022年 | 艾法托利車隊 | 紅牛 RBPTH001          | P    |      |               |        |        |        |                     |        |        |        |          |        |        |        |        |        |        |        |        |        |        |        |        |        |        |      |      |
| 2022年 | 艾法托利車隊 | 紅牛 RBPTH001          | P    | 10   | 皮埃爾·蓋斯利 | Ret    | 8      | 9      | 12                  | Ret    | 13     | 11     | 5        | 14     | Ret    | 15     | 12     | 12     | 9      | 11     | 8      | 10     | 18     | 14     | 11     | 14     | 14     | 35   | 第9  |
| 2022年 | 艾法托利車隊 | 紅牛 RBPTH001          | P    | 22   | 角田裕毅      | 8      | DNS    | 15     | 7                   | 12     | 10     | 17     | 13       | Ret    | 14     | 16     | Ret    | 19     | 13     | Ret    | 14     | Ret    | 13     | 10     | Ret    | 17     | 11     | 35   | 第9  |
| 來源:  |              |                        |      |      |               |        |        |        |                     |        |        |        |          |        |        |        |        |        |        |        |        |        |        |        |        |        |        |      |      |